# Jonathan Werpajoski
Jonathan Werpajoski (San Martín, Meta, Colombia; 7 de abril de 1988) es un futbolista colombiano de ascendencia polaca. Juega como defensa y actualmente no tiene equipo.

## Clubes
| Club         | País     | Año  |
| ------------ | -------- | ---- |
| Once Caldas  | Colombia | 2006 |
| Boyacá Chicó | Colombia | 2006 |
| Once Caldas  | Colombia | 2007 |
| La Equidad   | Colombia | 2008 |
| Cortuluá     | Colombia | 2009 |

## Palmarés

### Campeonatos nacionales
| Título        | Club       | País     | Año  |
| ------------- | ---------- | -------- | ---- |
| Copa Colombia | La Equidad | Colombia | 2008 |